# Blake's 7
Blake's 7 è una serie televisiva britannica di fantascienza degli anni settanta-ottanta.
Racconta l'epopea di un gruppo di ribelli ("i sette di Blake", da cui il titolo) contro la Federazione, un impero galattico orwelliano e fascistoide.
La serie consta di 4 stagioni ed è considerata un cult, più per le tematiche e i personaggi che non per gli effetti speciali.
La serie non è mai stata trasmessa in Italia, né è mai stata doppiata, ed è pertanto inedita. È reperibile solo in versione DVD, in lingua originale.

## Personaggi e interpreti
- Roj Blake (stagioni 1-2), interpretato da Gareth Thomas.
Leader della resistenza contro la Federazione terrestre, in seguito ispiratore carismatico del gruppo.
- Kerr Avon, interpretato da Paul Darrow.
Intelligente esperto di computer, ma estremamente arrogante ed ambizioso.
- Jenna Stannis (stagioni 1-2), interpretata da Sally Knyvette.
Contrabbandiera cinica e affascinante.
- Vila Restal, interpretato da  Michael Keating.
Simpatico e un po' codardo. Nessuna serratura al mondo riesce a resistergli.
- Olag Gan (stagione 1), interpretato da David Jackson.
Condannato per l'uccisione di una guardia, è dotato di un impianto cibernetico che gli impedisce di uccidere.
- Cally (stagioni 1-2), interpretata da Jan Chappell.
Telepate proveniente dal pianeta Auron.
- Zen (Liberator) (voce, stagioni 1-3), interpretato da Peter Tuddenham.
È il computer centrale dell'astronave superveloce che permette al gruppo di sfuggire all'esercito della Federazione.
- Orac (voce), interpretato da Peter Tuddenham.
Un supercomputer in grado di collegarsi a qualsiasi altro computer. È senziente e dotato di un carattere arrogante e imperscrutabile.
- Slave (Scorpio) (voce, stagione 4), interpretato da Peter Tuddenham.
Computer della seconda astronave del gruppo.
- Servalan, interpretata da Jacqueline Pearce.
Bella e mortale, è la vera supercattiva senza alcun rimorso.
- Travis (stagioni 3-4), interpretato da Stephen Greif e Brian Croucher.
Comandante psicopatico della Federazione, con l'incarico di trovare e uccidere Blake.
- Dayna Mellanby (stagioni 3-4), interpretata da Josette Simon.
Figlia di un componente della resistenza, Dayna è una guerriera esperta in tutte le tattiche di combattimento.
- Del Tarrant (stagione 3-4), interpretato da Steven Pacey.
Ex capitano delle guardie della Federazione, si unisce al gruppo dopo la guerra contro gli Andomedani.
- Soolin (stagione 4), interpretata da Glynis Barber.
Guerriera fredda e calcolatrice.

## Episodi
| Stagione         | Episodi | Prima TV Regno Unito | Prima TV Italia |
| ---------------- | ------- | -------------------- | --------------- |
| Prima stagione   | 13      | 1978                 | inedita         |
| Seconda stagione | 13      | 1979                 | inedita         |
| Terza stagione   | 13      | 1980                 | inedita         |
| Quarta stagione  | 13      | 1981                 | inedita         |